# Рудник, Пол
Пол М. Рудник (англ. Paul M. Rudnick; род. 29 декабря 1957) — американский драматург, писатель, сценарист и эссеист. Его пьесы были поставлены как на Бродвее, так и по всему миру.

## Биография
Рудник родился и вырос в городе Пискатауэй, Нью-Джерси . Его мать Сельма была публицисткой, а отец Норман — физиком. Рудник посещал Йельский колледж, прежде чем переехать в Нью-Йорк, где он написал стал писать книги и работать в качестве помощника своего друга, костюмера Уильяма Айви Лонга. Рудник начал писать для журналов, в том числе Esquire, Vogue, Vanity Fair и Spy.
Первой пьесой Рудника были «Бедные маленькие ягнята», комедия о студентках из Йельского университета присоединиться к Whiffenpoofs, всепобедной группе. В спектакле участвовали молодые Кевин Бейкон, Бронсон Пинчот и Бланш Бейкер. Затем Рудник написал два романа: «Социальная болезнь», сатирическая повесть о ночной жизни Нью-Йорка в духе «Мерзкой плоти» Ивлина Во и «Я возьму его», которая стала данью памяти матери и тёте Рудника и их страстной любви к покупкам. Chicago Tribune назвала книгу «абсолютно истеричной», а The Boston Globe посчитала её «утончённым весельем».
В конце 1980-х годов Рудник переехал на верхний этаж здания в Гринвич-Виллидж, в котором когда-то в 20-е годы проживал актёр Джон Бэрримор. Это вдохновило Пола на пьесу «Я ненавижу Гамлета», о молодой телевизионной звезде, которую, поскольку он собирается играть Гамлета, посещает призрак Бэрримора. Пьеса была выпущена на Бродвее и стала известной, когда Никол Уильямсон, актёр, игравший Бэрримора, нападал на одного из своих партнёров в слишком реалистичной манере во время дуэльной сцены.
В 1993 году Рудник совершил прорыв со своим бродвейским хитом «Джеффри». Сначала ни один театр не намеревался браться за пьесу, потому что она была описана как комедия о СПИДе. Но после громкого, аншлагового спектакля в крошечном театре WPA в Нью-Йорке шоу было перенесено на коммерческий запуск. Спектакль проходил с 31 декабря 1992 года по 14 февраля 1993 года в театре WPA. Спектакль, переведенный в Off-Broadway Minetta Lane Theater, демонстрировался с 6 марта 1993 года по 16 января 1994 года. Стивен Холден в The New York Times написал, что такую пьесу «мог бы написать Оскар Уайльд, если бы он жил в Манхэттене 1990-х годов» . Рудник получил целый ряд престижных премий, включая Obie, а игравший в оригинальном варианте главную роль Джон Майкл Хиггинс получил огромную известность.
Более поздние пьесы Рудника включали «Невооруженными глазами», в котором изображен экстремальный фотограф, а в 1998 году «Самая сказочная история», навеянная фундаменталистским замечанием: «Бог создал Адама и Еву, а не Адама и Стива».
Рудник также написал «Валгаллу», эпопею, в которой переплелись жизни солдата Второй мировой войны из Техаса с Людвигом, Безумным Королем Баварии; «Только сожаления», камерную комедию с Кристин Барански и Джорджем Гриззардом в главных ролях; «Новый век», сборник связанных между собой историй, который был выпущен в Линкольн-центре и за который актриса Линда Лавин получила премию Драма Деск.
Пол Рудник работал в качестве некредитованного сценариста в кино, включая «Семейку Аддамс» и «Клуб первых жён». Под псевдонимом Джозеф Ховард он числится как сценарист комедии «Действуй, сестра». Первоначальная версия сценария писалась под Бетт Мидлер, но в итоге её заменили на Вупи Голдберг, в сценарий было внесено множество правок и Рудник отказался включать в титры своё настоящее имя. Авторству Пола Рудника принадлежат сценарии фильмов «Семейные ценности Аддамсов» (номинация на Hugo Award), «Вход и выход», экранной версии «Джеффри», «Настоящая женщина» и «Степфордские жёны»
26 января 2017 года было объявлено, что Рудник адаптирует для Бродвея роман «Дьявол носит Prada», который спродюсирует Кевин МакКолум, а музыку напишeт сэр Элтон Джон. Сроки работы и дата премьеры будут объявлены позже.

## Личная жизнь
Пол Рудник открытый гей. С 1993 года он состоит в отношениях с врачом Джоном Рафтисом.